# Regina Gardiner Park (circonscription saskatchewanaise)
Pour les articles homonymes, voir Regina (homonymie) et Gardiner.
Circonscription électorale provinciale du Canada
Regina Gardiner Park est une circonscription électorale provinciale de la Saskatchewan au Canada. Elle est représentée à l'Assemblée législative de la Saskatchewan depuis 2016.

## Liste des députés
| Parlement                               | Années                                  | Député                                  | Député                                  | Parti                                   |
| Regina Gardiner Park                    | Regina Gardiner Park                    | Regina Gardiner Park                    | Regina Gardiner Park                    | Regina Gardiner Park                    |
| Circonscription issue de Regina Dewdney | Circonscription issue de Regina Dewdney | Circonscription issue de Regina Dewdney | Circonscription issue de Regina Dewdney | Circonscription issue de Regina Dewdney |
| --------------------------------------- | --------------------------------------- | --------------------------------------- | --------------------------------------- | --------------------------------------- |
| 28e                                     | 2016–2020                               |                                         | Gene Makowsky                           | Saskatchewanais                         |
| 29e                                     | 2020–Actuel                             |                                         | Gene Makowsky                           | Saskatchewanais                         |